# Calitor
Le  calitor est un cépage de France de raisins noirs.

## Origine et répartition géographique

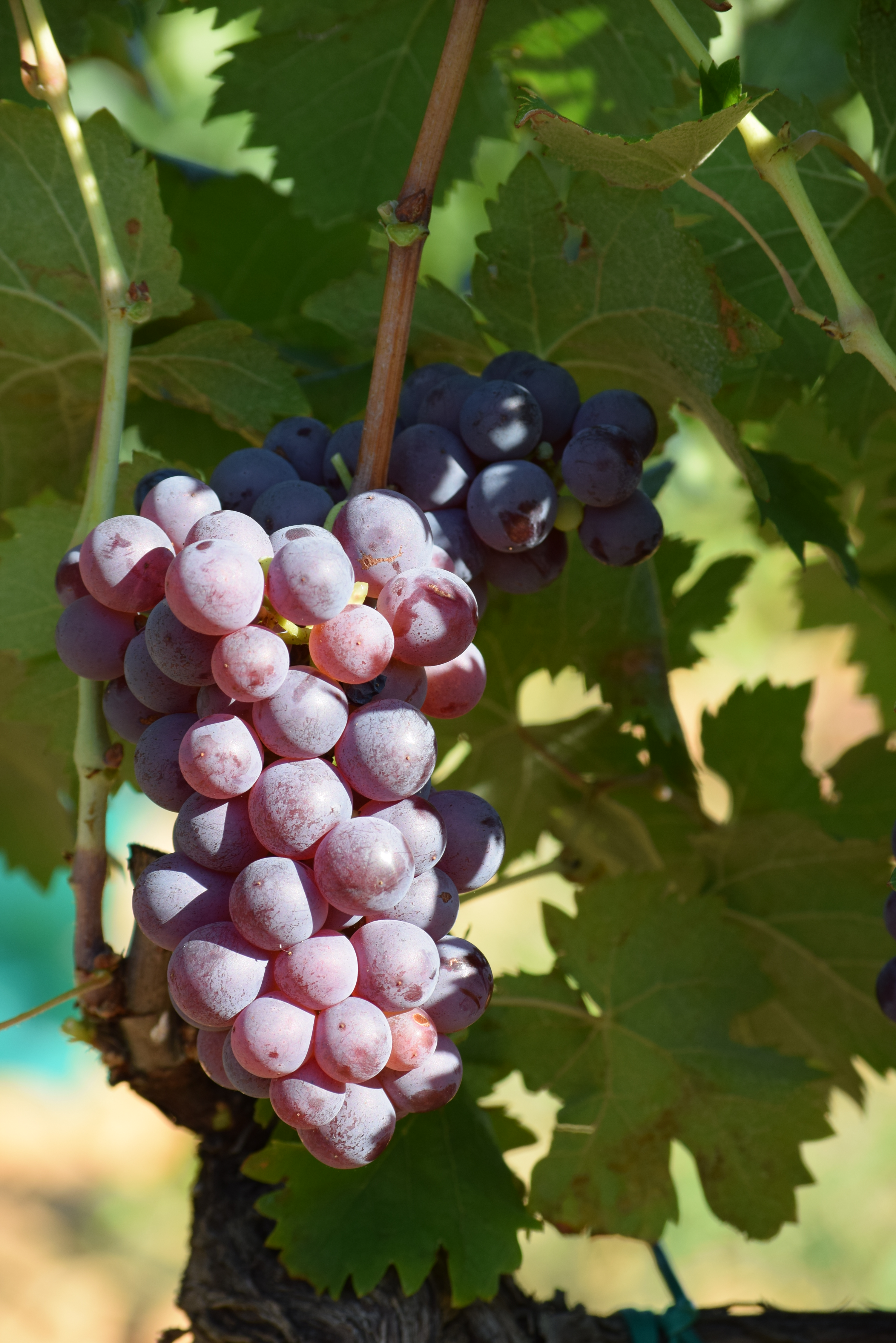
Grappe de Calitor.

Le calitor est un cépage de vigne assez peu répandu en France. C'est un vieux cépage provençal. Son nom vient probablement du provençal col (pédoncle) et de tor (tordu) en raison de son pédoncle coudé.
Il a été classé recommandé dans les départements du Var et du Vaucluse et autorisé dans l'Ardèche, la Drôme, le Gard, l'Hérault et les Pyrénées-Orientales. Il occupe moins de 200 hectares. Il fait partie de l'encépagement des appellations des Côtes de Provence et de Tavel.
Le calitor blanc est la variante blanche du calitor, le calitor gris la variante grise.

## Caractères ampélographiques
- Extrémité du jeune rameau épanoui, cotonneux blanc à liseré carminé.
- Jeune feuilles duveteuses, rosées.
- Feuilles adultes orbiculaire à 5 lobes avec un sinus pétiolaire en lyre à bords presque fermés, dents anguleuses, très étroites, un limbe duveteux-pubescent.

## Aptitudes culturales
La maturité est de troisième époque tardive: 35 jours après le chasselas.

## Potentiel technologique
Les grappes sont assez grosses et les baies sont de taille moyenne à grosse. La grappe est cylindro-conique, ailée et avec un pédoncle coudé. Le cépage est vigoureux et il produit beaucoup. Il est sensible au mildiou et à la pourriture grise.
Le calitor n'a pas fait l'objet de sélection clonale.

## Synonymes
Le calitor est aussi connu sous les noms suivants :
- anglas
- binxeilla
- blavette
- calitor noir
- canseron
- Cargo-Miola
- Cargo-Muou
- catitor
- causeron
- causeroun
- charge-mulet
- colitor
- coulitor
- foirard
- fouiraire
- fouiral
- fouirasson
- garriga
- ginoux d'Agasso
- mouillas
- nœuds-courts
- nou courté
- pampoul
- Pécoui-Touar
- pécoui tovar
- Picpoule-Sorbier
- Pride of Australia
- Qualitor
- ramonen
- rouget de Salins
- rousselin
- rousset
- rouxal
- Sang de Bœuf
- siege noir
- sigotier
- sigoyer